# Laya Lewis
Laya Aiesha Lewis (Londra, 14 maggio 1992) è un'attrice inglese, meglio nota per aver interpretato il ruolo di Liv Malone nella quinta e sesta stagione del teen drama britannico Skins.

## Biografia
Laya Lewis nasce a Londra e a quattro anni si trasferisce a Bristol dove si diploma presso la Cotham High School. In seguito si iscrive al corso di scienze culturali e della comunicazione presso la University of the Arts London.
A 17 anni, senza nessuna esperienza pregressa, entra nel cast principale della celebre serie televisiva Skins. Nel 2012 è la protagonista del video musicale My Kind of Love di Emeli Sandé. Successivamente è stata scelta come protagonista del film Beverly, pluripremiato cortometraggio di Alexander Thomas vincitore al BFI London Film Festival.

## Filmografia
- Skins – serie TV, 18 episodi (2011–2012)
- Beverly – cortometraggio (2015)

## Riconoscimenti
| Anno | Film/TV | Evento                           | Categoria        | Risultato       |
| ---- | ------- | -------------------------------- | ---------------- | --------------- |
| 2015 | Beverly | NexT International Film Festival | Migliore attrice | Vincitore/trice |
| 2015 | Beverly | Seattle Shorts Film Festival     | Migliore attrice | Vincitore/trice |